# Edmund Franklin Ward

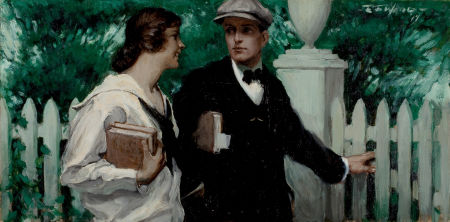
The Lost Emblem von Edmund F. Ward, in: Woman's Home Companion magazine, 4. August 1917

Edmund Franklin Ward (* 3. Januar 1892 in White Plains, New York; † 14. Dezember 1990) war ein US-amerikanischer Illustrator und Maler.

## Leben
Edmund Franklin Ward wurde in White Plains, New York, geboren und begann seine Karriere noch vor seinem zwanzigsten Lebensjahr bei der Saturday Evening Post, für die er viele Jahre arbeitete und die Geschichten „Alexander Botts“ und „Assistant District Attorney Doowinkle“ illustrierte. Edmund Franklin Ward studierte an der Art Students League bei Thomas Fogarty, Edward Dufner und George Bridgman. Als junger Künstler teilte er sich mit Rockwell ein Atelier im Dachgeschoss eines Hauses in Manhattan. Später zog er in den Manhattaner Vorort New Rochelle, eine berühmte Künstlerkolonie, in der damals viele der besten kommerziellen Illustratoren lebten, darunter auch sein Freund Norman Rockwell. Rockwell verarbeitete seine Erfahrungen mit Edmund Franklin Ward in seiner Autobiografie My Adventures as an Illustrator.
Seine emotionale und detailreiche Kunst brachte Edmund Franklin Ward den Ruf eines begnadeten visuellen Geschichtenerzählers ein. Neben der Saturday Evening Post erschienen seine Illustrationen in Youth's Companion, Liberty, Ladies' Home Journal, Redbook, Pictorial Review, McCall's, Country Home, Country Gentleman, Woman's Home Companion und American Collier's. Ward begann seine Karriere als Illustrator in White Plains, wo er den Auftrag erhielt, ein Wandgemälde für das Federal Building zu malen. Er war Mitglied des Salmagundi Club, der Guild of Freelance Artists und der Society of Illustrators. Edmund Franklin Ward verbrachte den größten Teil seiner Karriere in White Plains, wo er auch ein Wandgemälde für das Federal Building malte. Seine Arbeiten variieren in Stil und Thematik von düsteren tonalistischen Ölgemälden bis hin zu humorvollen Aquarellen.